# Олюбинская
Олюбинская — деревня в Вельском районе Архангельской области. Входит в состав Муниципального образования «Благовещенское». Имеет второе местное неофициальное название Турыгино.

## География
Деревня расположена в южной части Архангельской области, в таёжной зоне, в пределах северной части Русской равнины, в 62,5 километрах на север от города Вельска, на левом берегу реки Устья притока Ваги, близ озера Канава. Ближайшие населённые пункты: на севере деревня Павшинская, на юге деревня Пловская.
Часовой пояс
Олюбинская, как и вся Архангельская область, находится в часовой зоне МСК (московское время). Смещение применяемого времени относительно UTC составляет +3:00.

## Население
| 2002 | 2010 | 2012 | 2014 |
| ---- | ---- | ---- | ---- |
| 160  | ↘148 | ↗162 | ↗190 |

## История
Деревня не указана в «Списке населённых мест по сведениям 1859 года», а в «Списке населенных мест Архангельской губернии на 1 мая 1922 года» в деревне Олюбинской(Турыгина) 8 дворов, 37 мужчин и 38 женщин. В административном отношении деревня входила в состав Благовещенского сельского общества Благовещенской волости Шенкурского уезда.